# 元宮 (横浜市)
元宮（もとみや）は、神奈川県横浜市鶴見区の地名。現行行政地名は元宮一丁目から元宮二丁目。住居表示実施済区域。

## 地理
鶴見区の北東に位置し、北に矢向、北東に尻手、南東に市場東中町と市場西中町、南に市場下町、川を挟んで西に下末吉と上末吉と接している。

### 河川
- 鶴見川

### 面積
面積は以下の通りである。
| 丁目       | 面積（km²） |
| ---------- | ----------- |
| 元宮一丁目 | 0.171       |
| 元宮二丁目 | 0.351       |
| 計         | 0.522       |

## 歴史

### 沿革
- 1968年（昭和43年）7月1日 - 住居表示の実施に伴い、市場町の一部から元宮一丁目、市場町、上末吉町、矢向町の各一部から元宮二丁目を新設[6]。
- 1979年（昭和54年）7月23日 - 住居表示の実施に伴い、元宮二丁目の一部を佃野町へ編入[7]。

## 世帯数と人口
2025年（令和7年）6月30日現在（横浜市発表）の世帯数と人口は以下の通りである。
| 丁目       | 世帯数    | 人口    |
| ---------- | --------- | ------- |
| 元宮一丁目 | 1,753世帯 | 3,030人 |
| 元宮二丁目 | 757世帯   | 1,697人 |
| 計         | 2,510世帯 | 4,727人 |

### 人口の変遷
国勢調査による人口の推移。
| 年                 | 人口  |
| ------------------ | ----- |
| 1995年（平成7年）  | 3,489 |
| 2000年（平成12年） | 3,549 |
| 2005年（平成17年） | 3,772 |
| 2010年（平成22年） | 3,713 |
| 2015年（平成27年） | 4,624 |
| 2020年（令和2年）  | 4,784 |

### 世帯数の変遷
国勢調査による世帯数の推移。
| 年                 | 世帯数 |
| ------------------ | ------ |
| 1995年（平成7年）  | 1,512  |
| 2000年（平成12年） | 1,615  |
| 2005年（平成17年） | 1,730  |
| 2010年（平成22年） | 1,736  |
| 2015年（平成27年） | 2,163  |
| 2020年（令和2年）  | 2,323  |

## 学区
市立小・中学校に通う場合、学区は以下の通りとなる（2024年11月時点）。
| 丁目       | 区域 | 区域                  | 小学校                       | 中学校             |
| ---------- | ---- | --------------------- | ---------------------------- | ------------------ |
| 元宮一丁目 | 全域 | 4年生以下の児童に限る | 横浜市立市場小学校           | 横浜市立市場中学校 |
| 元宮二丁目 | 全域 | 5年生以上の児童に限る | 横浜市立市場小学校けやき分校 | 横浜市立市場中学校 |

## 事業所
2021年（令和3年）現在の経済センサス調査による事業所数と従業員数は以下の通りである。
| 丁目       | 事業所数  | 従業員数 |
| ---------- | --------- | -------- |
| 元宮一丁目 | 87事業所  | 929人    |
| 元宮二丁目 | 51事業所  | 816人    |
| 計         | 138事業所 | 1,745人  |

### 事業者数の変遷
経済センサスによる事業所数の推移。
| 年                 | 事業者数 |
| ------------------ | -------- |
| 2016年（平成28年） | 140      |
| 2021年（令和3年）  | 138      |

### 従業員数の変遷
経済センサスによる従業員数の推移。
| 年                 | 従業員数 |
| ------------------ | -------- |
| 2016年（平成28年） | 1,756    |
| 2021年（令和3年）  | 1,745    |

## 施設
- 横浜市立市場小学校
- 横浜市立市場小学校けやき分校
- 鶴見高等職業技術校
- 横浜市鶴見スポーツセンター
- 横浜市北部第一水再生センター
- 横浜元宮郵便局[17]
- 鶴見警察署 尻手交番

## その他

### 日本郵便
- 郵便番号 : 230-0004[3]（集配局：鶴見郵便局[18]）

### 警察
町内の警察の管轄区域は以下の通りである。
| 丁目       | 番・番地等 | 警察署     | 交番・駐在所 |
| ---------- | ---------- | ---------- | ------------ |
| 元宮一丁目 | 全域       | 鶴見警察署 | 尻手交番     |
| 元宮二丁目 | 全域       | 鶴見警察署 | 尻手交番     |